# 李志綱
李志綱（1414年—？年），字振紀，四川成都府內江縣人，明朝政治人物。

## 生平
景泰五年（1454年）甲戌科進士。歷官監察御史，成化五年（1469年）陞雲南按察司僉事。

## 家族
曾祖李文勝，祖李國彥，父李茂實，母張氏。